# In da Club
"In da Club" je hip-hop pjesma američkog repera 50 Centa s album Get Rich or Die Tryin'. Izašla je krajem 2002. godine i sigurno je najpoznatija pjesma 50 Centa. 
Zabilježena je kao broj jedan na ljestvicama Billboard Hot 100, na toj poziciji je ostala 9 tjedana, a na samoj ljestvici 22 tjedana. Također je bila na visokoj poticija na ljestvicama Top 40 Tracks, Hot R&B/Hip-Hop Songs i Hot Rap Tracks. Bila je nominirana 2004. za Grammy nagradu, ali to mjesto zauzela pjesma Eminema "Lose Yourself". U Europi je pjesma dosegla broj jedan u Danskoj, Njemačkoj, Irskoj i Švicarskoj. U Grčkoj, Austriji, Belgiji, Finskoj, Nizozemskoj, Švedskoj, Norveškoj i Ujedinjenom Kraljevstvu je na ljestvicama stigla među prvih pet. 
Produkcije je najprije bila namijenjena grupi D12, ali je odlučeno za 50 Centa. Producent singla je Dr. Dre uz pomoć Mike Elizondoa. Riječi su napisali 50 Cent i Dr. Dre. Videospot je snimljen 11. prosinca 2002. godine u režiji Phillipa Atwella.